# Claviarpa
Claviarpa é o nome em português para dois instrumentos de teclado. Um espanhol, do século XVII, enquanto o outro é mais recente, do séc. XIX.

## O instrumento de Dietz
A Claviarpa de dietz ("Harfenklavier", "Klavierharfe" em alemão, "Claviharp" em inglês) é um instrumento criado no século XIX, por Johann Christian Dietz em 1813 mas patenteada em 1814. similar a um piano-girafa. Suas cordas são tangidas como num cravo (instrumento). É um instrumento semelhante ao Eufônico, porem este tem suas cordas percutidas como no piano.

## História
O belo instrumento é invenção de J. C. Dietz, (algumas fontes referem-se ao inventor como “M. Dietz”) de Bruxelas. Seu avô foi um dos primeiros fabricantes de pianos verticais e de ser atingido com as dificuldades e os defeitos da harpa, construída em 1810, um instrumento à” cordes pincées clavier” à - as cordas com um teclado conectado. Essa foi mais uma tentativa de superar as dificuldades intrínsecas a harpa: seja por ter cordas diatonicamente afinadas e para fazer as modulações exigir ora o acionamento de pedais, ora ocupar-se uma mão para o acionamento das alavancas de semitom ou ainda, a dificuldade de execução maior da harpa cromática. Uma solução seria então criar um instrumento mais fácil de tocar e preservando a natureza cromática despontada em muitos outros instrumentos, permitir que o músico tenha um controle mais preciso e satisfatório em relação ao tempo de duração das notas, como o realizado pelos amortecedores do piano. Ainda sim, um pedal de sustentação foi implantado no instrumento mais um outro que empurra um pescoço com hastes entre as cordas para a realização dos harmônicos de uma oitava acima. Ainda sim, há instrumentos com até quatro pedais.

## Mecanismo
Ao pressionar uma tecla, um braço é puxado e uma tangente belisca a corda e depois de solta, o braço volta. A diferença é que não temos uma lingueta com um plectro duro, como no cravo ou clavicitério, mas uma larga tira de couro e feltro de aproximadamente duas polegadas por meia que belisca a corda com maciez, abafando harmônicos muito altos, dando suavidade ao timbre. A escolha do material para a tangente tem o objetivo de dar maciez, como um dedo humano tem. Um pedal de sustentação prende os amortecedores que voltam ao lugar depois da tecla ser solta e um pedal de harmônicos empurra um pescoço dentado, que fica atrás das cordas. Ao deslocar o pescoço, os dentes alcançam as cordas, encostando cada um levemente na corda correspondente. As cordas mais agudas não são afetadas por esse pescoço. 

## Timbre
Seu timbre é muito similar ao do clavicitério (um cravo vertical de cordas de tripa) sobretudo no registro médio agudo, onde as cordas são tangidas mais ao meio. Por causa dos amortecedores por nota, a duração das notas é mais controlada e o som da articulação dos graves é muito mais acentuada e as notas dessa região são muito mais notáveis em relação à harpa. Mas o o pedal de sustentação pode deixar as cordas soarem livremente.

## Aquisição
Na França, era um instrumento que poderia ser adquirido por 4.500 francos.

## Onde é possível encontrá-la hoje
No Museu de Instrumentos Musicais de Bruxelas, na Bélgica

## Claviharpa
O Claviharpa (também chamado de Clavier-Harpa, harpa Claviharpe) é um instrumento muito raro que não é mencionado na maioria dos documentos. No auge de seu conhecimento, foi tocado por Juan Hidalgo, um famoso harpista e compositor do século XVII. A primeira data em que este instrumento é mencionado é em 1609 em uma lista de despesas de reparação de harpas, que terminou no final de 1660. Muitas referências parecem indicar que era um instrumento de cordas de tripa e teclado, semelhante à de outros instrumentos conhecidos até então na Alemanha e na Itália. Esta parece ter sido um instrumento utilizado para determinados tipos de ocasiões, em especial os serviços de Semana Santa, quando um som em particular foi desejado para expressar certas emoções e idéias musicais.